# Michael Bruce
Michael Owen Bruce (16 maart 1948) is een Amerikaanse rockgitarist, -pianist en singer-songwriter, het meest bekend als lid van de rockband Alice Cooper.

## Biografie
Michael Owen Bruce werd geboren als zoon van Alvin en Ruth (Owen) Bruce. De families Bruce en Owen waren vanuit Kansas naar Arizona verhuisd. De stamboom van de familie bestaat uit Cherokee, Schots, Iers, Engels en Normandisch Frans. Ruths vader, Clarence Glenn Owen, was een veteraan van de Eerste Wereldoorlog en ook een professionele honkbalspeler: 'Blacky' Owen. 'Al' diende in de jaren 1940 in het leger en Ruth speelde piano op de radio en trad op voor vele Amerikaanse U.S.O. functies. Na het leger werkte 'Al' voor The Coca-Cola Company. Michael en zijn broers, David en Paul, gingen naar de North High School in Phoenix (Arizona).
Bruce begon zijn professionele muziekcarrière in het midden van de jaren 1960. Zoals zoveel jonge mensen uit die tijd vond hij inspiratie in The Beatles en The Rolling Stones. Na het spelen met The Trolls werd Michael lid van Mick Mashbirs band The Wildflowers en begon hij les te nemen. Mashbir ging naar de Camelback High School, net als toekomstig Alice Cooper drummer Neal Smith) en had een woestijngebied waar de band repeteerde en feestte. Deze groep nam de vier nummers A Man Like Myself, On A Day Like Today, More Than Me en Moving Along with the Sun op. Volgens Bruce verwierf Bear Family Records (een in Duitsland gevestigd onafhankelijk platenlabel dat gespecialiseerd is in heruitgaven) uiteindelijk de masters van die nummers.
Bruce was ook lid van de andere kortstondige band Our Gang, met Bill Spooner), een student aan de North High School en later een lid van The Tubes. Ze maakten geen bekende opnamen.
In 1966 verving Michael John Tatum in de band The Spiders uit Phoenix, met Glen Buxton, Dennis Dunaway, John Speer (vervangen door Neal Smith), en Vince Furnier, allemaal afkomstig uit de middelbare scholen in de regio. Een van hun toplocaties was de VIP Club in Phoenix. In 1967 veranderden ze de naam van de band in The Nazz, maar moesten die in 1968 weer veranderen na een juridische kwestie over de band Nazz van Todd Rundgren. De nieuwe naam van de band werd Alice Cooper. Ze gingen in première tijdens een optreden in Santa Barbara (Californië) op 16 maart 1968, Michaels 20e verjaardag.

### Alice Cooper
Bruce was stichtend lid, ritmegitarist, toetsenist en zanger in de oorspronkelijke Alice Cooper band (Michael Bruce/Glen Buxton/Dennis Dunaway/Vince Furnier alias Alice Cooper/Neal Smith). Hij schreef veel van de hits van de band mee, samen met enkele of alle andere leden van de band. Michael componeerde vaak muziek en teksten voor liedjes, de teksten konden dan door Furnier worden bewerkt. Twee voorbeelden van dit proces zijn Halo of Flies en No More Mr. Nice Guy. Er zijn verschillende Bruce-only liedjes, waaronder Caught In A Dream en Long Way To Go van Love It To Death en Be My Lover van Killer. Bruce zong ook leadzang op het merendeel van Sing Low, Sweet Cheerio op het eerste album van de band, Pretties For You en alles van Below Your Means en Beautiful Flyaway op hun tweede album Easy Action, voorafgaand aan het baanbrekende album Love It to Death, dat in 1971 werd uitgebracht bij Warner Bros. Records. Love It to Death was het eerste album van Alice Cooper, geproduceerd door Bob Ezrin. Hun debuutalbum Pretties For You, uitgebracht in 1969, werd geproduceerd door Frank Zappa en Ian Underwood. Hun tweede album Easy Action, uitgebracht in 1970, werd geproduceerd door David Briggs, die vaak met Neil Young had samengewerkt. Het bleek dat Briggs geen fan was van de muziek van de band Alice Cooper en Warner Brothers koos ervoor, dat het uitgebrachte album eigenlijk de oefenbandjes van de groep waren, ter voorbereiding op de studio-opname met Briggs. De Alice Cooper band bracht nog vijf albums uit na Love It to Death in 1971 tot 1974 (vier nieuwe originele albums): Killer, School's Out, Billion Dollar Babies, Muscle of Love en het compilatiealbum Alice Cooper's Greatest Hits met eerder uitgebrachte nummers, zonder nieuwe opnamen), voordat ze een jaar vrij namen voor de band om uit te rusten en te ontspannen van hun jaren van non-stop toeren, songwriting en samen opnemen. Drie van de groepsleden - Michael, Neal en Vince/Alice - wilden hun eigen solo-albums opnemen, die hun individuele muzikale smaak weerspiegelden. Alices Welcome to My Nightmare was de meest succesvolle van deze drie solo's.
Een langspeelfilm van de oorspronkelijke band werd in 1974 ook in de Amerikaanse bioscoop uitgebracht: Good to See You Again, Alice Cooper. De concertfilm werd opgenomen tijdens de Billion Dollar Babies Tour in 1973 en bevatte een fictief verhaal over een boze regisseur die wraak wilde nemen op de band, opgenomen in de Universal Studios in Los Angeles (een scène in de Welcome to My Nightmare concertfilm, waar Alice de neonsteen met een schop verbrijzelt, werd in deze periode ook opgenomen). Het live-concertgedeelte van de film is voornamelijk in Texas gefilmd (waarvan een groot deel is opgenomen in het Sam Houston Coliseum in Houston, Texas), tussen het Dallas-Fort Worth-gebied en Houston. Ook verschenen in Good to See You Again, Alice Cooper waren Bob Dolin, Mick Mashbir en goochelaar The Amazing Randi. Dolin trad op op keyboards, Mashbir op gitaar, en Randi als de tandarts en Alices beul.

### In My Own Way
Rond 1973-1974 begon Bruce aan zijn eigen opnamen te werken met een groep muzikanten: Mick Mashbir (gitaren en zang), Bob Dolin (keyboards en zang), Frank Crandall (bas en zang) en Don Lindley (percussie en zang). Mashbir en Dolin hadden als leden van de toeringband opgetreden met de Alice Cooper Billion Dollar Babies tournee. Deze bezetting heeft vier nummers opgenomen en geproduceerd (King of America, As Rock Rolls On, Oh, My Love en Nothing on Earth) die producent Jack Douglas heeft gemixt.
Toen Bruce in 1974 besloot Connecticut te verlaten en naar Lake Tahoe te verhuizen, volgden Crandall en Lindley niet. Bruce, Dolin en Mashbir werden toen geconfronteerd met het vinden van een nieuwe ritmesectie. Drummers, zoals William 'Curly' Smith (van Jo Jo Gunne) en John Barbata (van The Turtles en Crosby, Stills, Nash & Young), kwamen in het huis van Bruce in Nevada spelen en opnemen. Ze konden echter nooit een vaste bassist vinden.
Bruces album In My Own Way werd in 1975 in drie maanden tijd opgenomen met de producenten Gene Cornish en Dino Danelli van The Rascals. Veel verschillende muzikanten kwamen naar de Record Plant en namen deel aan de sessies voor het album: Gerry Beckley (America), Jackie Lomax (The Undertakers, The Lomax Alliance en Badger), Ricky Fataar (The Flames, The Beach Boys en The Rutles), Keith Moon (The Who), Brian Garofalo (sessie bassist), David Foster (Skylark en Airplay), Hunt Sales (Todd Rundgren, Paris, Iggy Pop, Tender Fury en Tin Machine), Tony Sales (Todd Rundgren, Iggy Pop, en Tin Machine), Mylon LeFevre, Lynn Carey en nog veel meer. De Amerikaanse modefotograaf Francesco Scavullo deed voor Bruce een shoot die de cover van In My Own Way opleverde.

### Billion Dollar Babies
Billion Dollar Babies was de naam van de band die in 1976 werd opgericht door Michael Bruce, Mike Marconi, Dennis Dunaway, Bob Dolin en Neal Smith, nadat ze in 1974 uit Alice Cooper waren gesplitst. Bruces solo-album In My Own Way was verkocht aan Polydor in Duitsland, die een zeer beperkte proefpersing deed en besloot om het zonder publicatie op te schorten. Oorspronkelijk begon Billion Dollar Babies in de hoop dat Alice zou terugkeren en Battle Axe de nieuwe plaat van de Alice Cooper band zou worden. Dat was niet de uitkomst en iedereen besloot verder te gaan zonder Alice. Time Magazine bracht de band in 1977 in een korte maar hoopvolle write-up. Er was een fantastische en zeer theatrale theatervoorstelling gepland, waarin Bruce en Marconi elkaar zouden bevechten op de manier van gladiatoren. Ondanks de positieve start werd de band verwikkeld in een rechtszaak over het gebruik van de naam. De theatervoorstelling was veel te kostbaar en de tournee was vrij kort. Hun enige publicatie was Battle Axe van 1977. Helaas verloor het Battle Axe record elke impuls, toen het werd teruggeroepen voor het beheersen van problemen, waardoor de draaitafelnaald werd overgeslagen. Bruce, Dunaway en Smith hadden ook een groot bedrag van hun eigen geld in het project geïnvesteerd. Jack Douglas, die samen met Jack Richardson aan Muscle of Love had gewerkt, werd ingehuurd om het masteringsprobleem op te lossen. Met zo veel problemen die hen zwaar op de proef stelden, werd de groep ontbonden.

### The Josiah-Bruce Band
In januari 1990 ontmoette Michael een man genaamd Josiah, die werkte met onrustige jongeren. Ze deelden een gemeenschappelijke interesse in muziek en werden vrienden. Josiah en Bruce besloten al snel een band te vormen en noemden het The Josiah Bruce Band. De band bestond ook uit Ronnie Bolsega (uit Hammond (Indiana)) op drums, Joel DuBois (uit JFA) op bas en Mike Carpenter (AKA Psych) (uit Down Boy en RAFR) op gitaar. Ze traden live op en namen het materiaal van een album op, maar er werd nooit iets uitgebracht. Uiteindelijk verliet Michael de band en herformeerde Josiah de band met gitarist Rob Super uit Phoenix als "The Josiah Band".

### The Michael Bruce Group
No More Mr Nice Guy : The Inside Story of the Alice Cooper Group van Michael Bruce en Billy James werd uitgebracht op 1 oktober 1996 (en bijgewerkt en opnieuw uitgebracht in 2000). Een relatief kort boek (159 pagina's), met enkele zeldzame foto's uit de persoonlijke collectie van Bruce, werd gepubliceerd door SAF Publishing (een bedrijf in het Verenigd Koninkrijk). In 1996 was Bruce naar Texas verhuisd en zag hij zijn album In My Own Way voor het eerst op compact disc verschijnen bij One Way Records. In 1998, toen hij in Houston woonde, vormde Michael een band die lokaal optrad en toerde als The Michael Bruce Group. De leden van de band waren Michael Bruce (gitaren, zang en keyboards), David "Vito" Mastrovito (gitaar en zang), John Glenn (keyboards en zang), Wilton Hudgens (bas en zang) en Troy Powell (drums en zang) en Tom Turner (roadmanager en assistent). Na de eerste etappe van de tournee in 1998 verliet Mastrovito de band. Glenn had er vanaf het begin voor gekozen om niet meer te toeren. De driekoppige bezetting van de Michael Bruce Group (Bruce, Hudgens en Powell) trad op in Clarion (Iowa) tijdens de eerste Glen Buxton Memorial (tijdens hun midwestelijke tournee in 1998). Clarion is de plek waar Michael's voormalige bandmaatje doodging en te ruste werd gelegd.
De band verhuisde aan het eind van de zomer van 1998 kortstondig naar de buitenwijken van Chicago. Bruce en Hudgens traden op met Neal Smith (de originele drummer van de Alice Cooper band) tijdens de eerste Chiller Theatre Convention in Washington D.C. alvorens aan het eind van het jaar terug te keren naar Texas. Ze hervormden de band met Joe Garbo (drums en percussie) en Jeff Harris (sax, piano en zang) in 2000. Deze versie trad op in het Coven Ball van Anne Rice in het State Palace Theatre (New Orleans) in Louisiana en The 3rd Glen Buxton Memorial in de Whisky a Go Go in Los Angeles. Ingo Geirdal speelde ook op gitaar met de band in het 3rd Glen Buxton Memorial.
Na 2003 keerde Bruce terug naar zijn thuisstaat Arizona en vormde een nieuwe band. Zijn gereformeerde Michael Bruce Group bestond uit Bruce (gitaren en zang), Bob Russell (gitaren en zang), Tommy Dominick (bas en toetsen) en Bob Allen (drums). Op 1 mei 2004 debuteerde een nieuwe Michael Bruce Group in Tucson, Arizona. De bezetting bestond uit Bob Russell (gitaar), Jeff Harris (sax, piano & zang), Tommy Dominick (orgel & toetsen), Mondo Thomas (bas), Robin Horn (zoon van jazzicoon Paul Horn) (drums) en Bruce (gitaren, toetsen & zang).
Op 16 september 2005 kwam een nieuw Michael Bruce album uit, geautoriseerd voor IJsland, in een gelimiteerde oplage van 200 exemplaren in een luxe digipak. The Second Coming of Michael Bruce - Alive & Re-Cooperated was Bruce's eerste officiële publicatie in vele jaren (hoewel het album op dat moment alleen in IJsland verkrijgbaar was) en bevatte 17 nummers die in 2002-2003 in IJsland waren opgenomen. De 74 minuten durende cd bevatte nieuwe studio-opnamen en eerder ongehoorde live-optredens van Michael Bruce en zijn IJslandse band, die liedjes uit zijn hele carrière vertolkte. Alle opnamen werden professioneel gedaan op 24-track en gemixt door Ingo & Silli Geirdal. Het deluxe digipak bevatte artwork van Michael Bruce door Ingo, bandfoto's en exclusieve albumnotities door Dennis Dunaway.
In 2010 werd Bruce opgeroepen om deel te nemen aan de nieuwe plaat Welcome 2 My Nightmare van Alice Cooper. (het vervolg op het originele Welcome to My Nightmare). Bruce schreef het nummer When Hell Comes Home op het album. Welcome 2 My Nightmare was ook te horen bij optredens van Neal Smith, Dennis Dunaway, Dick Wagner en Steve Hunter. Alice nodigde ook Bruce, Hunter, Dunaway en Smith uit om die december met hem op te treden tijdens zijn jaarlijkse Christmas Pudding fundraiser in The Dodge Theatre in Phoenix, Arizona.
In het voorjaar van 2011 werd Bruce (als lid van de originele Alice Cooper groep) in de categorie Performer opgenomen in de Rock and Roll Hall of Fame.
In het begin van 2016 speelde Bruces nieuwe band Michael Bruce Force een show bij Asylum Records vierende Record Store Day op 6 april 2016 in Mesa (Arizona).
Bruce was te horen op drie nummers op de volgende publicatie van Alice Cooper, het album Paranormal uit 2017: het nummer Rats, evenals twee bonustracks met originele Alice Cooper bandleden: Genuine American Girl en You and All of Your Friends.

## Discografie
Solo
- 1975, 1997: In My Own Way, Polydor (heruitgegeven op cd door One Way Records)
- 1983, 2018: Rock Rolls On, (ETR (Euro-Tech Records & Tapes), (heruitgegeven op cd door Gonzo Multimedia)
- 2002: In My Own Way - The Complete Sessions (2-cd set), (NMC Music Ltd/Burning Airlines)
- 2002: Halo of Ice (Live in Reykjavik, IJsland), (Burning Airlines)
- 2002, 2005: The Second Coming of Michael Bruce - Alive and Re-Cooperated (live in Akureyri en Reykjavik, IJsland, oktober 2002; plus bonus studio tracks), GB Records (2005)
- 2011: Be Your Lover - Michael Bruce Anthology (Evangeline Records)

Met Billion Dollar Babies
- 1977: Battle Axe
- 2002: Complete Battle Axe (3-cd set)

Met Alice Cooper Group
- 1969: Pretties For You
- 1970: Easy Action
- 1971: Love It to Death
- 1971: Killer
- 1972: School's Out
- 1973: Billion Dollar Babies
- 1973: Muscle of Love
- 1974: Alice Cooper's Greatest Hits
- 1992: 1969 Live at the Whisky a Go-Go
- 2011: Welcome 2 My Nightmare
- 2017: Paranormal
- 2018: Live From The Astroturf

Met Ant-Bee
- 1997: Lunar Muzik
- 2011: Electronic Church Muzik